# Tiago Santos
Tiago Carvalho Santos (Lisboa, 23 de julio de 2002) es un futbolista portugués. Juega de lateral derecho y su equipo actual es el Lille Olympique Sporting Club de la Ligue 1, máxima categoría del fútbol francés.

## Trayectoria
Creció en Oeiras, comenzó a jugar al fútbol a nivel infantil en el colegio y luego en un equipo de la ciudad. Fue captado por Sporting de Lisboa y lo ficharon con 7 años en 2009, escaló en las diferentes categorías y culminó su formación infantil en el club profesional portugués. En 2017 regresó al club de su ciudad, la Associação Desportiva de Oeiras, al año siguiente pasó a otro equipo de las afueras de Lisboa, Sacavenense y continuó su formación juvenil. Desde Sporting de Lisboa le solicitaron que regrese en 2019 y accedió. Tuvo minutos por primera vez con la sub-23 de los leones en septiembre de 2020, pero para la segunda mitad de la temporada 2021-22 dejó su equipo y fichó por Estoril Praia.
Con Estoril fue titular desde el comienzo con la sub-23, conquistaron la Liga y Copa de la categoría.
Fue ascendido al primer equipo para la temporada 2022-23. Debutó como profesional el 19 de agosto de 2022, en la tercera fecha del campeonato nacional, jugó los 90 minutos, colaboró con una asistencia y empataron 2-2 frente a Rio Ave. Su primer partido oficial lo disputó con 19 años y la camiseta número 62.
Se consolidó en el plantel absoluto de Estoril Praia, en su primera temporada como profesional totalizó 34 presencias y 7 asistencias. Despertó el interés en clubes como Betis y Benfica pero debido a una cláusula específica, en caso de querer fichar con Benfica o Porto, principales rivales de su equipo formativo Sporting de Lisboa, el costo de su fichaje ascendía a 20 millones de euros.
Fue fichado por Lille Olympique Sporting Club el 5 de julio de 2023, firmó contrato hasta mediados de 2028 el club francés pagó 6,5 millones de euros.
Debutó en Francia el 11 de agosto en la fecha 1 de la Ligue 1, fue el lateral derecho titular y empataron 1-1 contra Niza en el Allianz Riviera.
A nivel internacional de clubes, tuvo su primera experiencia el 24 de agosto en el partido de ida de clasificación a la Conference League, enfrentaron a HNK Rijeka y ganaron 2-1. En el partido de vuelta empataron 1-1 tras la prórroga, por lo que clasificaron a la fase de grupos con un global 3-2 a favor.
Convirtió su primer gol oficial en la fecha 13 del campeonato nacional, el 26 de noviembre, gracias a su anotación cerraron el marcador a favor 0-2 ante Olympique de Lyon.
En su primera temporada con el club francés, jugó 43 partidos, convirtió 3 goles y colaboró con 2 asistencias.
En octubre de 2024 sufrió una lesión de ligamentos cruzados, por lo que se perdió el resto de la temporada 2024-25.

## Selección nacional
Ha sido internacional con la selección de fútbol de Portugal en la categoría juvenil sub-21.
Debutó con los lusos en la Clasificación para la Eurocopa Sub-21 de 2025, el 8 de septiembre de 2023, fue titular para enfrentar a Andorra, conjunto al que derrotaron 3-0. Cuatro días después volvió a ser titular, estuvo los 90 minutos contra Bielorrusia y ganaron 0-5.
En septiembre de 2024 fue convocado por primera vez a la selección absoluta, estuvo en el banco de suplentes en un partido contra Escocia, no tuvo minutos pero ganaron 2-1.

## Estadísticas

### Clubes
Actualizado al último partido citado el 5 de octubre de 2024.
| Club                         | Div.          | Temporada     | Liga  | Liga  | Liga   | Copas nacionales | Copas nacionales | Copas nacionales | Copas internacionales | Copas internacionales | Copas internacionales | Total | Total | Total  |
| Club                         | Div.          | Temporada     | Part. | Goles | Asist. | Part.            | Goles            | Asist.           | Part.                 | Goles                 | Asist.                | Part. | Goles | Asist. |
| ---------------------------- | ------------- | ------------- | ----- | ----- | ------ | ---------------- | ---------------- | ---------------- | --------------------- | --------------------- | --------------------- | ----- | ----- | ------ |
| G. D. Estoril Praia Portugal | 1.ª           | 2022-23       | 30    | 0     | 6      | 4                | 0                | 1                | -                     | -                     | -                     | 34    | 0     | 7      |
| G. D. Estoril Praia Portugal | Total club    | Total club    | 30    | 0     | 6      | 4                | 0                | 1                | 0                     | 0                     | 0                     | 34    | 0     | 7      |
| Lille O. S. C. Francia       | 1.ª           | 2023-24       | 29    | 1     | 2      | 3                | 1                | 0                | 11                    | 1                     | 0                     | 43    | 3     | 2      |
| Lille O. S. C. Francia       | 1.ª           | 2024-25       | 7     | 0     | 1      | -                | -                | -                | 6                     | 1                     | 0                     | 13    | 1     | 1      |
| Lille O. S. C. Francia       | 1.ª           | 2025-26       | 0     | 0     | 0      | -                | -                | -                | -                     | -                     | -                     | 0     | 0     | 0      |
| Lille O. S. C. Francia       | Total club    | Total club    | 36    | 1     | 3      | 3                | 1                | 0                | 17                    | 2                     | 0                     | 56    | 4     | 3      |
| Total carrera                | Total carrera | Total carrera | 66    | 1     | 9      | 7                | 1                | 1                | 17                    | 2                     | 0                     | 90    | 4     | 10     |
| 1. 2.                        |               |               |       |       |        |                  |                  |                  |                       |                       |                       |       |       |        |

### Selección
Actualizado al último partido citado el 11 de octubre de 2024.
| Selección         | Temporada         | Continental | Continental | Continental | Mundial | Mundial | Mundial | Amistosos | Amistosos | Amistosos | Total | Total | Total  |
| Selección         | Temporada         | Part.       | Goles       | Asist.      | Part.   | Goles   | Asist.  | Part.     | Goles     | Asist.    | Part. | Goles | Asist. |
| ----------------- | ----------------- | ----------- | ----------- | ----------- | ------- | ------- | ------- | --------- | --------- | --------- | ----- | ----- | ------ |
| Sub-21 Portugal   | 2023-24           | 4           | 0           | 0           | —       | —       | —       | -         | -         | -         | 4     | 0     | 0      |
| Sub-21 Portugal   | 2024-25           | 1           | 0           | 1           | —       | —       | —       | -         | -         | -         | 1     | 0     | 1      |
| Sub-21 Portugal   | Total sel.        | 5           | 0           | 1           | 0       | 0       | 0       | 0         | 0         | 0         | 5     | 0     | 1      |
| Absoluta Portugal | 2024              | 0           | 0           | 0           | —       | —       | —       | -         | -         | -         | 0     | 0     | 0      |
| Absoluta Portugal | Total sel.        | 0           | 0           | 0           | 0       | 0       | 0       | 0         | 0         | 0         | 0     | 0     | 0      |
| Total selecciones | Total selecciones | 5           | 0           | 1           | 0       | 0       | 0       | 0         | 0         | 0         | 5     | 0     | 1      |
| 1.                |                   |             |             |             |         |         |         |           |           |           |       |       |        |